# Les Piles
Les Piles település Spanyolországban, Tarragona tartományban. Les Piles Santa Coloma de Queralt, Bellprat, Pontils, Sarral, Tarragona és Conesa, Tarragona községekkel határos. Lakosainak száma 229 fő (2024).

## Népesség
A település népessége az elmúlt években az alábbi módon változott:
| Lakosok száma | 262  | 611  | 398  | 239  | 132  | 188  | 215  | 214  | 212  | 229  |
|               | 1717 | 1887 | 1936 | 1960 | 1986 | 2004 | 2009 | 2014 | 2019 | 2024 |